# Amt Siek
Amt Siek er et amt i det nordlige Tyskland, beliggende i den sydlige del af Kreis Stormarn. Kreis Stormarn ligger i den sydøstlige del af delstaten Slesvig-Holsten. Administrationen i amtet er beliggende i byen Siek.

## Kommuner i Amtet
- Braak
- Brunsbek
- Hoisdorf
- Siek
- Stapelfeld

## Eksterne kilder og henvisninger
1. ↑  "Kommunesammenlægning"

- Amt Siek